# Alambrado (película)
Alambrado es una película coproducción de Argentina e Italia filmada en colores dirigida por el chileno-italiano Marco Bechis sobre su propio guion escrito en colaboración con Lara Fremder según el argumento de Marco Bechis, que se produjo en 1990 y no se estrenó comercialmente en Argentina. Tuvo como actores principales a Arturo Maly, Martín Kalwill, Jacqueline Lustig y Matthew Marsh.

## Sinopsis
La vida de un padre y sus dos hijos en plena Patagonia se altera cuando una persona ofrece comprarles su campo para construir un aeropuerto.

## Reparto
- Arturo Maly
- Martín Kalwill
- Jacqueline Lustig
- Matthew Marsh
- Enrique Ahriman
- Cristina Czett
- Miguel Ángel Paludi
- Mariano López
- Miguel Ruiz Díaz
- Luis F. Romero
- Gladis Beatriz Ojeda
- Fernando Cendrón
- Eduardo Culman
- Gabriel Molinari
- Marcos Maggi
- Enrique Piñeyro

## Premios y nominaciones
Festival de Cine de La Habana de 1993
- Marco Bechis ganó el tercer premio Grand Coral

Sindicato Nacional Italiano de Periodistas de Cine, 1993
- Marco Bechis fue nominado al Premio al Mejor Nuevo Director

Festival de Cine de Locarno, 1991
- Nominada al Premio Leopardo oro

Festival Tricontinental de Nantes, 1992
- Nominada al Premio Montgolfiere de oro

## Comentarios
Luciano Monteagudo en el programa presentando el filme en el ciclo de Cine Inédito en la Sala Leopoldo Lugones en septiembre de 1994 escribió:

«Sin duda, la austeridad del paisaje patagónico…marca de manera determinante…el estilo del film, de una parquedad insólita en el cine local…En Alambrado prevalece-y finalmente triunfa- la noción de vacío.»

Adriana Schettini en Página 12 dijo:

«Resulta incomprensible que hasta ahora…no haya sido estrenada comerciamente en Argentina.»